# Кралство Прусия
Кралство Прусия (на немски: Königreich Preußen) е немско кралство, просъществувало в периода 1701 – 1918 г. Прусия е движещата сила за обединението на Германия през 1871 г. и създаването на Германската империя. От 1871 г. е водеща държава в състава на империята и обхваща почти две трети от нейната площ. Кралство Прусия носи името на историческата област Прусия, като нейният главен град Берлин се намира в Бранденбург.
Кралете на Прусия са от династия Хоенцолерн. Прусия става кралство чрез предшественика си Бранденбург-Прусия, която става движеща военна сила под властта на Фридрих Вилхелм известен като „Великия курфюрст“. Прусия продължава да се издига под ръководството на Фридрих II, по-известен като Фридрих Велики. Той допринася за започването на Седемгодишната война, задържайки своето от Свещената Римска империя (срещу императрица Мария Тереза Австрийска), Русия, Франция и Швеция, установявайки водещата роля на Прусия сред германските държави, както и утвърждаването на страната като европейска велика сила. През следващите сто години Прусия продължава да печели много битки. Именно поради силата си Прусия непрекъснато се опитва да обедини всички немски държави под нейното управление.
След като Наполеоновите войни водят до създаването на Германската конфедерация, въпросът за по-тясното обединяване на многото германски държави води до революция в германските държави като всяка от тях иска собствена конституция. Опитите за създаване на федерация остават неуспешни и Германската конфедерация е прекратена през 1866 г., когато между двете най-мощни държави членки – Прусия и Австрия започва Австро-пруската война. Един нов съюз – Северногерманският съюз, който продължава от 1867 т. до 1871 г., създава по-тесни връзки между управляваните от Прусия държави, докато Австрия и повечето княжества в Южна Германия остават независими. Северногерманският съюз се смята по-скоро за военен съюз след Австро-пруската война, но много от неговите закони са използвани по-късно в новосъздадената Германската империя. Тя съществува от 1871 г. до 1918 г., започвайки с успешното обединение на всички немски държави под пруска хегемония. Това се дължи на поражението на Наполеон III във Френско-Пруската война от 1870 – 71 г. Тази война обединява всички германски държави срещу общия враг и с победата в нея идва огромна вълна от национализъм, която променя мнението на онези, които са против обединението. През 1871 г. германските територии се обединяват в една страна, без Австрия и Швейцария, като Прусия е доминиращата сила.
Прусия се счита за юридически предшественик на обединената германска държава (1871 – 1945 г.) и за директен предшественик на днешна Германия. Между 1918 и 1947 г. съществува Свободна държава Прусия първоначално с демократично управление, а след това в състава на нацистка Германия. Официалният край на кралство Прусия е поставен на 25 февруари 1947 г. от Съюзния контролен съвет. Кралството оставя значително културно наследство, днес особено популяризирано от Фондацията за пруско културно наследство (на немски: Stiftung Preußischer Kulturbesitz). Днес тази фондация е една от най-големите организации за културно наследство в света.